# والدری
والدری (به اسپانیایی: Valderrey) یکی از دهستان‌های اسپانیا است که در استان لئون، اسپانیا واقع شده‌است.

## خصوصیات
والدری ۶۰ کیلومترمربع مساحت و ۵۸۰ نفر جمعیت دارد.